# محمدتقی نجفی اصفهانی
محمدتقی رازی نجفی مسجد شاهیان اصفهانی (زاده: ۲۵ فروردین ۱۲۲۵، اصفهان - درگذشت: ۱۳ تیر ۱۲۹۳، اصفهان) مشهوربه آقا نجفی اصفهانی از علمای معاصر شیعه بود که فعالیت‌های گسترده‌ای در زمینه‌های سیاسی و اجتماعی نیز داشت.

## خانواده
پدر وی شیخ محمدباقر نجفی مسجد شاهیان اصفهانی فرزند شیخ محمدتقی رازی یا (شیخ محمد تقی راضی) سر سلسله خاندان نجفی اصفهانی و مادر وی زمزم بیگم دختر دوم سید صدرالدین عاملی از علما و مراجع بزرگ بودند.
پدربزرگ مادری وی شیخ جعفر کاشف‌الغطا می‌باشد.
محمدتقی نجفی اصفهانی داماد سید محمدهاشم خوانساری چهارسوقی از خاندان خوانساری بود.
سید محمدهاشم خوانساری از مراجع و استادان مطرح وقت در اصفهان و نجف بود.

## تحصیل و استادان
آقانجفی، سال‌های نخستین زندگی را در خاندانی مشهور به علم، تقوا و مجاهدت، سپری کرد و پس از طی مراحل اولیه تحصیل، رهسپار عتبات عالیات شد. او در این سفر همراه و همسفر سید محمدکاظم طباطبایی یزدی بود که با هزینه و یاری پدر خود (محمدباقر نجفی اصفهانی) برای ادامه تحصیل، راهی نجف شده بود. ایشان در نجف به همراه برادرش شیخ محمد حسین اصفهانی در دروس فقهی تحصیل می‌کند.
آقانجفی در طول مدت تحصیل خود، افزون بر پدر بزرگوارش، از محضر استادان بزرگی بهره برد که در شکل‌گیری و تکوین شخصیت علمی و معنوی وی نقش مؤثری داشته‌اند. وی تحصیل علم را با ریاضات شرعیه همراه کرده و پس از چندی به گنجینه‌ای از علوم و ملکات اخلاقی تبدیل می‌شود. مهم‌ترین استادان وی عبارتند از:
1. میرزا محمدحسن شیرازی
2. سید محمدحسن موسوی خوانساری
3. مهدی آل کاشف الغطا
4. شیخ راضی نجفی
5. سید علی شوشتری.

## شاگردان

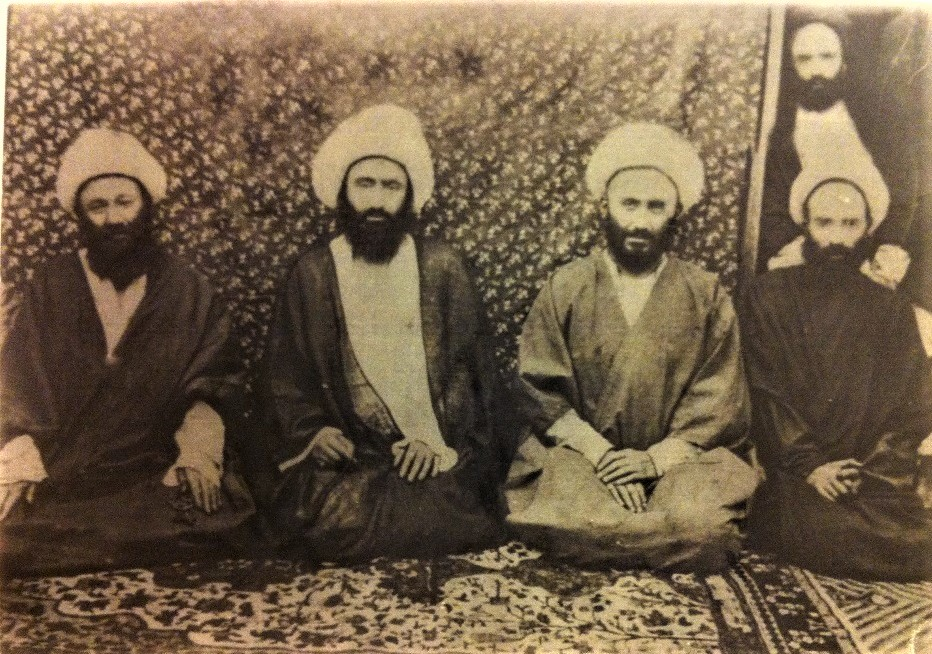
نشسته، از چپ به راست: آقا شیخ اسماعیل نقنه ای- آقا نجفی - علی‌اکبر شیخ‌الاسلام- نامعلوم - دهه ۱۲۹۰ ه‍. ش

در حوزه درسی آقانجفی در طول مدت بیش از سی سال (از زمان وفات پدر در سال ۱۳۰۱ تا زمان وفات خود در سال ۱۳۳۲) عده زیادی از فضلا شرکت کردند. نویسنده کتاب «بیان سبل الهدایه فی ذکر اعقاب صاحب الهدایه، یا تاریخ علمی و اجتماعی اصفهان در ۲قرن اخیر» دربارهٔ شاگردان آقانجفی تحقیق کرده، اسامی ۶۷ نفر از آنان را ذکر کرده است که شاخص‌ترین آنان عبارتنداز:
1. شیخ محمدجواد صافی گلپایگانی (۱۲۸۸–۱۳۶۷) پدر مراجع بزرگ معاصر لطف‌الله صافی گلپایگانی و علی صافی گلپایگانی
2. محمدابراهیم کلباسی (۱۳۰۲–۱۳۶۲)
3. سید احمد حسینی خوانساری (۱۳۱۹–۱۳۵۹)
4. اسدالله فاضل بیدآبادی (۱۳۶۰)
5. اسدالله گلپایگانی (۱۳۶۶)
6. سید محمدباقر ابطحی حسینی سدهی (۱۳۶۷–۱۳۹۰)
7. آقا سید محمدباقر موسوی مغوی (۱۳۰۴–۱۳۵۰)
8. محمدتقی کرمانی (۱۲۹۰–۱۳۴۰)
9. سید حسن حسینی قوچانی معروف به آقانجفی (۱۲۹۴–۱۳۶۲)
10. سید حسن واعظ فانی یزدی اصفهانی (۱۲۷۱–۱۳۳۸)
11. حسین دشتکی اصفهانی (۱۳۴۴)
12. میرزا حسن خان جابری انصاری (۱۲۸۷–۱۳۷۶)
13. میرزا حسن قدسی (۱۳۶۷)
14. آقا میر سید حسن روضاتی خوانساری (۱۲۹۴–۱۳۷۷)
15. سید محمدحسن موسوی خوانساری
16. میرزا حسن نحوی موسوی (۱۲۸۷–۱۳۶۱)
17. حسین رشتی رئیس‌الطلاب
18. شیخ محمدحسین رشتی قوچانی (۱۳۷۵)
19. سیدمحمدحسین حسینی شوندی همدانی
20. سید حسین خوانساری
21. حاج آقا حسین بروجردی (۱۲۹۲–۱۳۸۰)
22. شیخ محمدحسین خوانساری کتاب فروش (۱۳۶۶)
23. سید محمدحسین رجایی موسوی معروف به بلند (۱۳۴۸)
24. محمدرضا حسام الواعظین (۱۳۰۱–۱۳۸۱)
25. میرزا محمدرضا الهی شهرکی (ابن حاج ملاطاهر) (۱۳۶۱)
26. میرزا محمدرضا سلماسی (۱۲۹۵–۱۳۸۳)
27. آقا شیخ محمدرضا مهدوی قمشه‌ای (۱۳۸۸)
28. آقا سیدزین العابدین موسوی مطهری واعظ (۱۳۶۰)
29. آقا سیدزین العابدین طباطبایی ابرقویی (۱۳۷۲)
30. سید صدرالدین هاطلی کوپایی (۱۳۰۱–۱۳۷۲)
31. عباس خوانساری
32. محمدحسین قودجانی اشنی
33. میرزا علی اکبر شیخ‌الاسلام[۴][۵]
34. میرزا محمدحسن شیخ‌الاسلام[۶]

## حکم تحریم تنباکو
در جریان اجرای قرارداد رژی، مأموران کمپانی رژی به کمک ظل السلطان حاکم وقت اصفهان و پشتیبانی مأموران دولت، راهی مزارع تنباکو شدند و در کمال شدت و خشونت تلاش کردند تا خواسته‌های قرارداد انحصار تنباکو را به مردم تحمیل کنند.
مردم اصفهان از آقانجفی اصفهانی کمک خواستند. آقانجفی پس از مشورت، به دو نفر از نزدیکان و وابستگان خود که از علما و فقیهان بودند، اشاره نمود که حکم به حرمت استعمال دخانیات کنند. از این رو میرزا محمدعلی اژه ای و حاج آقا منیرالدین بروجردی برای اولین بار، اعلان تحریم تنباکو نمودند و از طرف حاج میرزا هاشم امام جمعه از شهر به تخت فولاد تبعید و نفی بلد شدند. این دو هر یک جداگانه طبق دستور آقانجفی به سامرا رفته و میرزای شیرازی را از اوضاع داخلی ایران و آمادگی مردم برای هر نوع مبارزه باخبر ساختند و مقدمات صدور حکم تحریم را فراهم ساختند. در همین حین آقانجفی و ملا محمدباقر فشارکی حکم تحریم استعمال تنباکو را صادر کردند.
حکم تحریم استعمال تنباکو از طرف این دو نفر در اصفهان و سپس حکم تحریم از طرف آقانجفی و ملا محمدباقر فشارکی و ورود میرزا محمدعلی اژه ای و حاج آقا منیرالدین بروجردی به سامرا، همگی قبل از ارسال نامه سید جمال‌الدین اسدآبادی توسط علی اکبر فال اسیری به میرزای شیرازی بوده است.
شاایان ذکر است که در جریان نهضت تنباکو در سال 1309 نخستین جرقه‌های مخالفت با کمپانی رژی از اصفهان برخاست و علمای اصفهان ازجمله شیخ‌علی‌محمد اژه‌ای و شیخ محمدتقی نجفی مشهور به آقا نجفی و برادرشان شیخ محمدعلی نجفی فتوای تحریم خریدوفروش اجناس خارجی و مصرف توتون و تنباکو را صادر نمودند و بازاریان و مردم اصفهان از آنان پیروی نمودند.

## تالیفات
تألیفات و آثار علمی آقانجفی، او را در میان علمای عصر خود و همچنین زمان‌های بعد معتبر و مهم نشان می‌دهد. با وجود آنکه ایشان، در مسائل سیاسی- اجتماعی فعال بود اما به لحاظ علمی، تألیفات و آثار بسیار زیادی از خود به جای گذاشته است؛ به‌گونه‌ای که شیخ آقابزرگ تهرانی در نقباءالبشر آن‌ها را متجاوز از صد عنوان ذکر می‌کند عناوین برخی از آثار ایشان از این قرار است:
- فقه الامامیه (دوازده مجلد)
- فقه الامامیه (کتاب الطهاره): این کتاب در زمینه فقه استدلالی اجتهادی است و مشتمل بر چهل فصل از بحث طهارت است که عبارتند از، احکام آب‌ها، وضو، غسل، و تیمم، آقانجفی در این کتاب در بعضی از موارد برای یک مسئله شرعیه، دلایل زیادی از آیات و اخبار و اموال و اجماعات و… می‌آورد و بر آن ایراداتی وارد نموده و خود نیز جواب‌های بسیاری بدان‌ها می‌دهد که این مطلب ما را به مقام و مرتبت بلند فقهی او رهنمون می‌گرداند. وی در این کتاب برای تحریر آنچه که رأیش بر آن استوار گشته، گاهی عباراتی را عیناً از کتب فقها، مانند: جواهر الکلام صاحب جواهر، انوار الفقاهه شیخ حسن بن شیخ جعفر کاشف الغطاء نقل می‌کند. اگرچه ظاهراً، مؤلف، این کتاب را نام‌گذاری نکرده است، اما سید مصلح الدین مهدوی در تاریخ علمی و اجتماعی اصفهان و همین‌طور آقابزرگ تهرانی در الذریعه، از این کتاب با عنوان «فقه الامامیه» یاد می‌کنند.
- فقه الامامیه (کتاب الصلوه): این کتاب به زبان عربی نوشته شده است.
- دلایل الاحکام،
- حقایق الاسرار،
- اسرار الزیاره
- عنایات الرضویه
- جامع الاسرار
- اشارة ایمانیة
- دلایل الاصول
- کتاب المتاجر
- کاشف الاسرار
- اسرارالشریعة
- فضایل الائمه
- مفتاح السعادة
- جامع السعادة
- حسام الشیعة
- اخلاق المومنین
- ردیّه آقانجفی بر یهود
- رساله توضیح المسایل فارسی
- رساله در جبر و تفویض
- رساله در دیات و قصاص
- آداب الصلاه آقانجفی: این اثر را به فارسی تألیف و در سال ۱۲۹۲ ق (۳۵ سالگی مؤلف) منتشر کرده است. در مقدمه کتاب آمده است:از تتبع آیات و اخبار، معلوم می‌شود که هیچ طاعتی بهتر از نماز نیست؛ زیرا که تکمیل نفس که غرض اصلی در صدور اوامر و نواهی است، به اتیان نماز، بیش از همه تکالیف حاصل می‌گردد؛ به جهت این که در فعل صلاه، تأثیرات مخصوصه است که در غیر او از عبادات دیگر نیست. از آن جمله این که نماز فاعل خود را از ارتکاب قبیح و معصیت، بازمی‌دارد.[۱۲]
- بحث فی ولایت الحاکم الفقیه که از رساله فقهی وی به نام «الحجر» برگرفته شده است و به تشریح مقوله مهم ولایت در عصر غیبت می‌پردازد.[۱۲]
- الافاضات و منبع السعادات: وی در این اثر مطالب عرفانی را به نگارش درآورد. طریق عرفانی آقانجفی در این کتاب و سایر آثار عرفانی او، عرفان ولایی مطابق با علوم و معارف اهل بیت (ع) را منعکس می‌سازد.[۱۳]

از دیگر اقدامات وی ترجمه کتاب عیون اخبار الرضا است.

## فعالیت‌های سیاسی و اجتماعی
وی در زمینه مسائل سیاسی و اجتماعی فعالیت‌های گسترده‌ای داشت از جمله در مقابله با استعمار، بابیت و بهائیت و انتقاد از شاهان قاجار. وی همچنین هم‌زمان با حمله ایتالیا به لیبی نیز مکاتباتی با شاه عثمانی جهت دفاع از لیبی انجام داد.
سید جمال‌الدین اسدآبادی پس از ملاقاتی که با آقانجفی داشته است، می‌گوید:
حرارتی به کله اش دیدم که در بیسمارک (بیزمارک) نبود و راستی اگر وزارت اعظم ایران را داشت؛ مانند امیرکبیر حفظ حدود مملکت را می‌نمود که بیگانه از آن یک‌وجب نبرد.
مهدی ملک‌زاده می‌گوید: 
هریک (روحانیان مخالف مشروطه) هزارها اوباش و عوام بد سابقه را که لباس روحانیت را در برکرده بودند به نام طلاب با ماهانه کمک خرج دور خود جمع کرده بودند. به‌طور مثل، آقانجفی معروف با آنکه سواد زیادی نداشت حدود ۵۰۰۰ طلبه داشت که برای اجرای اوامرش حاضر بودند و چون قشونی در تمام شئون زندگی مردم، زندگان و حتی مردگان مداخله می‌کردند. چون ثروتمندی می‌مرد تمام هستی اورا به نام سهم امام ضبط و مابین خود قسمت می‌کردند.
جلال‌الدین همایی از هم و غم وی برای حل مشکلات مردم سخن گفته
میرزا محمدعلی معلم‌ حبیب آبادی درباره وی آورده است:
از بزرگان علما و فقهای اصفهان، و در آن شهر بلکه سایر بلاد ایران شهرتی تمام، و نفوذ کلمه و ریاستی متعدّبها داشت، و در عقل به درجه اعلی، و در تدبیر و کفایت و حسن سیاست و معاشرت با دولت و ملت، تقریباً در اقران خود بی‌نظیر بود.
یحیی دولت‌آبادی وی را سرمایه‌دار و ضد تأسیس مدارس جدید می‌داند و می‌گوید:
.... بعداز اسباب چینی بسیار برای ندادن مالیات و سرشکن کردن مالیات خود روی املاک دیگران سالی شصت هزارتومان مالیات می‌دهد (۱۹۰۰ میلادی) … و بگوید اعتنا به دنیا ندارم… درحالی که بیش از ۵۰۰ تومان را نمی‌تواند حساب کند و برای گفتن هزارتومان می‌گوید دو پانصد تومان…
... در حضور بعضی طلاب می‌گوید علمای نجف به توسط من تلگرافی به شاه زده و تقاضا نموده‌اند مدارس جدید بسته شوند
سید مصلح الدین مهدوی نیز از مبارزات وی علیه ظلم و ستم دستگاه ظل السلطان یاد می‌کند.
وی اعتقاد داشت توهین به اهل سنت توهین به اسلام است.

## درگذشت
وی از سال ۱۳۳۰ به بیماری استسقا مبتلا شد و پس از حدود دو سال، در عصر روز ۱۱ شعبان ۱۳۳۲ مطابق با ۱۳ تیر ۱۲۹۳ شمسی در سن ۷۰ سالگی، درگذشت.

پیکر او را در کنار امامزاده احمد دفن کردند. روزنامه حبل‌المتین به نقل از گزارشگر خود که مستقیماً در شهر اصفهان حضور داشته، از عزاداری مردم در سوگ آقانجفی، چنین گزارش می‌دهد: 
خبر اصفهان: امروز که روز جمعه ۱۶شهر شعبان۱۳۳۲ و ششمین روز وفات آیت‌الله حاج‌شیخ محمدتقی نجفی- حشرالله مع تولاه- است، پس از طی ۷۱مرحله زندگانی، به دیار جاوید شتافت. در این ۶ روز، شهر و توابع، یکپارچه ماتم است؛ تمام شهر را سیاه بسته، مسجد شاه و میدان جنب آن در این چندروز از دسته‌زن و سینه‌زن و کتل و نوحه‌گر خالی نمانده؛ طوری عزاداری نمودند که هیچ‌گاه احدی ندیده و نشنیده بود…

## کنگره بزرگداشت
همایش «مرجع بیداری اسلامی» در یکصدمین سالگرد وی با همت بنیاد فرهنگی تاریخی خانه مشروطیت اصفهان، شهرداری اصفهان در مهر ۱۳۹۰ برگزار گردید.